# 県道134号 (台湾)
県道134号（けんどう134ごう）は、彰化県伸港郷から同市彰化市を結ぶ、全長12.653kmの台湾の県道である。

## 通過する自治体
- 彰化県
  - 伸港郷
  - 和美鎮
  - 彰化市

## 接続する道路
- 台17線
- 県道139号
- 台61乙線
- 県道138号
- 県道139甲線
- 県道135号
- 県道138号
- 県道134甲線
- 台1丙線
- 県道138号
- 県道136号
- 台19線

## 施設
- 彰化県立民生国小学校
- 彰化女中学校

## 支線

### 甲線
県道134号甲線（けんどう134ごうこうせん）は、彰化県和美鎮打鐵山から同県彰化市莿桐腳を結ぶ、全長4.3kmの台湾の県道である。

#### 通過する自治体
- 和美鎮
- 彰化市

#### 接続する道路
- 県道134号
- 県道138号
- 県道139甲線
- 県道142号
- 台19線